# Resurtido automático

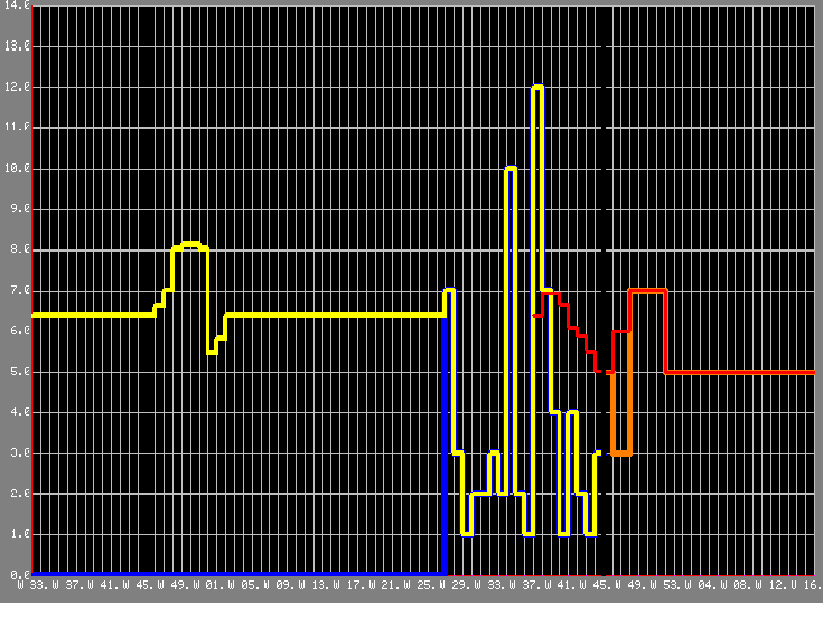
Pronóstico estadístico (línea roja) basado en un patrón cíclico y demanda reciente (líneas amarillas). El resurtido automático se basará en el pronóstico de demanda para calcular el stock necesario y el suministro correspondiente.

El resurtido automático es un método de abastecimiento de materiales o productos terminados basado en la generación automatizada de las órdenes de suministro. Estas órdenes de suministro son generadas automáticamente por algún sistema informático y pueden ser pedimentos de fabricación, órdenes de distribución o pedidos a proveedores.
El resurtido automático consiste principalmente en la programación de algún sistema para que dispare el suministro en función de cierta frecuencia y/o condición del inventario. El objetivo es mantener un inventario disponible que satisfaga las necesidades del cliente dentro de la cadena de suministro a un nivel de rentabilidad fijado por la empresa
De esta forma alguna cadena de tiendas de venta al menudeo puede establecer un nivel deseado de inventario basado en la disponibilidad objetivo de mercancía al cliente (cuantos clientes queremos que encuentren la mercancía que buscan). Estos parámetros deberán integrarse al sistema para que reconozca el momento en que se debe generar una orden de compra a cada proveedor y la cantidad de cada producto necesaria en cada una de las tiendas. El objetivo es reducir el agotamiento de mercancía en la tienda para que el cliente encuentre el producto que el detallista oferta (incremento de venta).
El resurtido automático tiene algunas ventajas y desventajas sobre un resurtido manual generado por algún planeador o comprador especializado:
- Ventajas:
  - Se asegura la colocación del pedido automatizando el programa o calendario.
  - Se genera una frecuencia que soporta y da fundamento a un ritmo y planeación por parte de proveedores y logística.
  - Las cantidades ordenadas se ordenan en función de datos directos como ventas o inventario, sin incluir apreciaciones personales.
  - Capacidad de generar masivamente órdenes de compra lo que reduce recursos humanos en el proceso.

- Desventajas:
  - Factores comerciales o de experiencia profesional quedan fuera de la fórmula
  - No se aplica a los productos inestables o de constante renovación (los inventarios deseados son variables e impredecibles, por ejemplo la moda en ropa)

El indicador más común utilizado para medir los efectos y defectos del resurtido automático es el "agotado" o "out of stock" que significa la cantidad de productos que han llegado a un inventario en tienda igual a cero o a un nivel irrelevante para generar la satisfacción del cliente.
Reducir el faltante en la tienda, bodega o línea de producción tiene un costo, y ese costo es el capital de trabajo que representa el inventario soportado, por lo tanto el reto de este esquema es tener balanceado el "agotado" y el inventario para lograr la satisfacción del cliente a un costo óptimo. Cada empresa define los objetivos de uno y otro lado de este balance.
Existen sistemas informáticos especializados en este tipo de suministro y que utilizan uno o varios métodos estadísticos. Estos métodos pueden estar orientados a fijar un nivel de inventario deseado en cada momento o pueden estar orientados a mantener un nivel orientado que soporte un pronóstico de ventas.
Los factores más utilizados para programar un resurtido automático son:
- Ventas esperadas
- Inventario actual
- Pedidos pendientes
- Devoluciones pendientes
- Tiempo de entrega del proveedor
- Tiempo de entrega de las bodegas y centros de distribución intermediarios
- Nivel de servicio deseado al cliente
- Cobertura de inventario deseado (cuanto tiempo de demanda futura deseamos soportar con el inventario)

Un método simple de resurtido automático es fijar un stock objetivo en donde el sistema calculará el inventario necesario para mantener dicho stock. Este método no considera ciclicidad estacional de la demanda por lo que su uso es limitado
Otra forma es que el sistema calcule un stock necesario y el pedido requerido en función de un pronóstico calculado mediante algún método. El mejor método de pronóstico es aquel que menos se equivoque, por lo que deberá medirse la certeza de su uso. Algunos métodos cuantitativos de pronóstico estadístico son:
- Promedio simple
- Promedio móvil
- Regresión
- Tendencia
- Tendencia estacional

Los pronósticos cualitativos son aquellos derivados del análisis del contexto por un especialista que dada su experiencia estima la demanda futura.
Algunas empresas combinan pronósticos estadísticos (cuantitativos) con los cualitativos para obtener un pronóstico final que incluya una base metódica numérica ajustada por la experiencia de los expertos en el mercado.
- Datos: Q5837082